# Pop! The Videos
Albums de Erasure
Pop! The First 20 Hits
(1992) I Say I Say I Say
(1994)
Pop! The Videos est une cassette video VHS compilant les 20 premiers vidéo-clips du groupe britannique Erasure réalisés entre septembre 1985 et sa date de sortie, novembre 1992. C'est le pendant visuel de la compilation CD Pop! The First 20 Hits, parue presque simultanément.
Du fait de son support obsolète et de son ancienneté, cette cassette a perdu tout intérêt depuis la  parution du DVD Hits! The Videos (2003) qui reprend le même contenu en l'actualisant et en lui ajoutant de nombreux suppléments.

## Dates de parution
- édition initiale : Novembre 1992

## Classement parmi les ventes de VHS musicales
aucune donnée connue

## Ventes
aucun chiffre connu

## Programme
1. Who Needs Love Like That 1985
2. Heavenly Action 1985
3. Oh l'amour 1986
4. Sometimes 1986
5. It Doesn't Have to Be 1987
6. Victim of Love 1987
7. The Circus 1987
8. Ship of Fools 1988
9. Chains of Love 1988
10. A Little Respect 1988
11. Stop! 1988
12. Drama! 1989
13. You Surround Me 1989
14. Blue Savannah 1990
15. Star 1990
16. Chorus 1991
17. Love to Hate You 1991
18. Am I Right ? 1991
19. Breath of Life 1992
20. Take a Chance on Me 1992